# 吉爾福德 (紐約州普查規定居民點)
吉爾福德（英語：Guilford）是位於美國紐約州希南戈縣的普查規定居民點。

## 人口
根據2020年美國人口普查的數據，吉爾福德的面積為3.77平方千米，當中陸地面積為3.46平方千米，而水域面積為0.31平方千米。當地共有人口322人，而人口密度為每平方千米85.41人。